# Philip Catherine

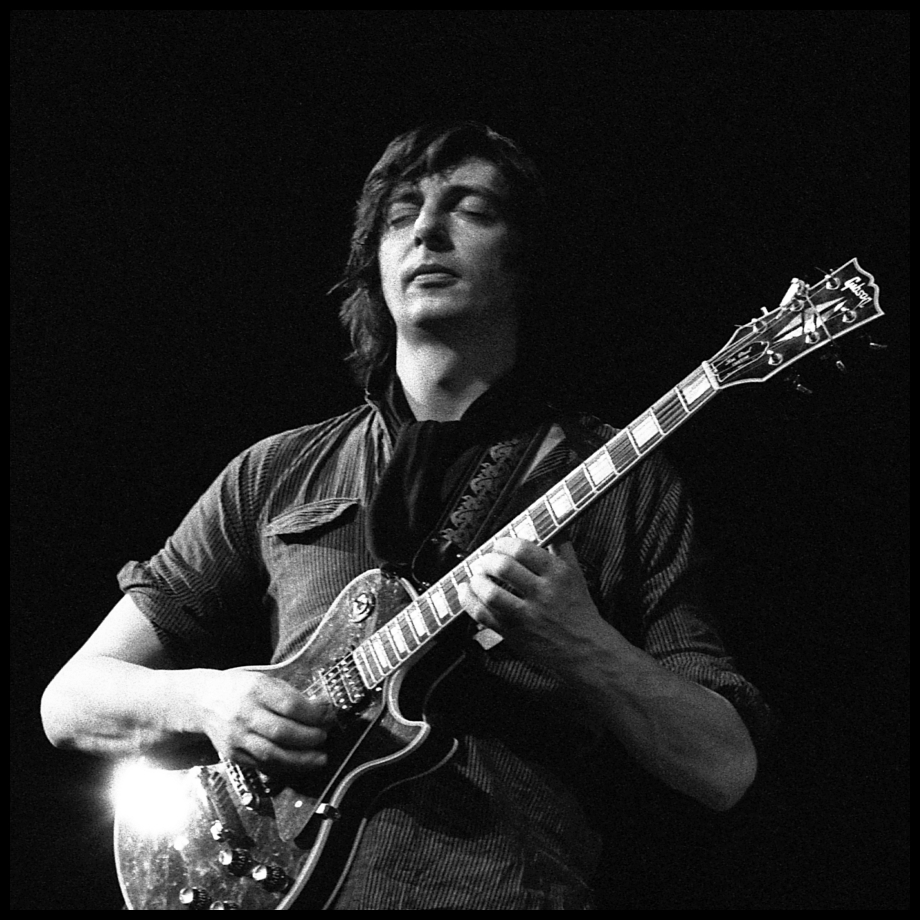
Met de groep Pork Pie in 1978.

Philip Catherine (Londen, 27 oktober 1942) is een Belgisch jazzgitarist.

## Biografie
Catherine is een zoon van een Engelse moeder en een Belgische vader. Hij is afkomstig uit een familie van muzikanten en ontdekte op veertienjarige leeftijd de zanger Georges Brassens en de gipsyjazz-gitarist Django Reinhardt. Om in de voetsporen van zijn idolen te treden, kocht hij een gitaar en beluisterde hij grote jazzmuzikanten van die tijd.
In de jaren zestig begeleidde Catherine door heel Europa musici als Lou Bennett, Dexter Gordon en Stéphane Grappelli. Eind jaren zestig richtte hij met zijn vriend Marc Moulin een jazzrock-groep op. In 1971 nodigde de beroemde Franse violist Jean-Luc Ponty hem uit bij zijn kwintet Experience te komen spelen. In 1974 en 1975 nam Catherine zijn eerste eigen platen op: September Man en Guitars. Hij ondernam nadien tournees met zijn eigen formaties, maar bleef ook actief als begeleider van jazzlegendes als Charles Mingus, Benny Goodman, Toots Thielemans, Charlie Mariano en Chet Baker. Daarnaast speelde hij in een duo met Larry Coryell en in een trio met Didier Lockwood en Christian Escoudé. Met het trio dat hij vormde met trompettist Tom Harrell en bassist Hein van de Geyn nam hij drie platen op: I Remember You in 1990 en Moods I & II in 1992. Catherine heeft ook kort gespeeld in de Nederlandse rockgroep Focus.
In 1997 tekende Catherine een contract bij Dreyfus Records en bracht hij Philip Catherine Live, Guitar Groove en Blue Prince uit. Hij was intussen zelf een grote jazznaam geworden en kreeg in de loop der jaren diverse onderscheidingen, waaronder "The most Promising Duo, Record Jazz Award Winners" en "Artist of the Year" (1978) van de Deutsche Phono Akademie.
Eind 1988 kende de Belgische Vereniging van Jazzcritici hem eenparig de "Saxe"-prijs toe voor zijn album Transparence. In 1995 kreeg hij de Django d'Or van Sabam en in 1998 ontving hij in Parijs de Django d'Or als "Beste Europese jazzmuzikant". In 2002 ontving hij de titel van "Maestro Honoris Causa" van de Conservatoriumstichting van Antwerpen. Zijn album Summer Night, uitgebracht in oktober 2002, werd in Jazz Magazine verkozen tot "Disque d'Emoi" .
In 2005 verscheen Meeting Colours met composities van Philip Catherine gearrangeerd door de bekende Belgische trompettist Bert Joris en opgenomen met het Brussels Jazz Orchestra (BJO), de eerste Europese bigband is die genomineerd werd in de Down Beat Critics Poll. Guitars Two (2008) is het eerste solo-album van zijn carrière. Naast eigen composities ook nummers van de Braziliaanse gitarist Guinga, Stéphane Grappelli en Nicolas Fiszman, uitgevoerd op twee of soms meer gitaren, als een soort conversatie met zichzelf. De plaat ontving onder andere de ‘Choc’ van Jazzmag.
Live at Cap Breton (2010) werd opgenomen tijdens een concert met een all-star line up: de Italiaanse pianist Enrico Pieranunzi, bassist Hein Van de Geyn en drummer Joe LaBarbera. Het album Philip Catherine plays Cole Porter (2011), in kwartet met Karel Boehlee (p), Martijn Vink (dr) en Philippe Aerts (b), kreeg opnieuw een CHOC van Jazzmag. In November 2011 werd het bekroond met de Klara Carrièreprijs.
Eind 2012 vierde Philip Catherine zijn 70e verjaardag met een concert in het Paleis voor Schone Kunsten van Brussel. Tevens verscheen de cd Coté Jardin, opgenomen met zijn nieuwe kwartet met de Italiaanse pianist Nicola Andrioli, Philippe Aerts op contrabas en de jonge geniale drummer Antoine Pierre, plus op enkele nummers de bijdrage van toetsenist Philippe Decock en dochter Isabelle Catherine zang.

## Prijzen
- 2011 Klara Carrièreprijs

## Wetenswaardigheid
- In 2005 was Catherine een van de kanshebbers op de titel De Grootste Belg. Hij haalde de uiteindelijke nominatielijst niet en strandde op nr. 182 van de lijst niet-genomineerden.

## Discografie

### Albums onder eigen naam
- Stream (Warner Bros., 1972)
- September Man (Atlantic, 1974)
- Guitars (Atlantic, 1975)
- Babel (Elektra, 1980)
- End of August (WEA, 1982)
- Transparence (Inakustik, 1986)
- September Sky (September, 1988)
- Oscar (Igloo, 1988)
- I Remember You (Cris Cross, 1990)
- Moods vol.1 en Moods vol.2 (Cris Cross, 1992)
- Philippe Catherine Live (Dreyfus Jazz, 1997) - live
- Guitar Groove (Dreyfus Jazz, 1998)
- Blue Prince (Dreyfus Jazz, 2000)
- Summer Night (Dreyfus Jazz, 2002)
- Meeting Colours (Dreyfus Jazz, 2005)
- Guitars Two (Dreyfus Jazz, 2008)
- Concert in Capbreton (Dreyfus Jazz, 2010) - live
- Plays Cole Porter (Challenge, 2011)
- Côté jardin (Challenge, 2012)
- New Folks (Act, 2014) - met Martin Wind
- The String Project - Live In Brussels (Act, 2015) - met Orchestre Royal de Chambre de Wallonie
- Selected Works 1974-1982 (Warner, 2017) - verzameling van Guitars, September Man, Babel, End of August
- Bremen (Warner, 2017) - live 1979 en 1982
- Manoir de mes rêves (Enja, 2019)
- The last call - Larry Coryell & Philip Catherine (Act, 2021)
- Pourquoi - Philip Catherine, Paulo Morello, Sven Faller (Enja, 2022)
- 75 ( live at Flagey )( 2022 )

| Album met notering in de Vlaamse Ultratop 200 albums | Jaar van verschijnen | Datum binnenkomst | Hoogste positie | Aantal weken | Opmerkingen                                |
| ---------------------------------------------------- | -------------------- | ----------------- | --------------- | ------------ | ------------------------------------------ |
| Meeting Colours                                      | 2005                 | 28-05-2005        | 75              | 3            | met Bert Joris & Brussels Jazz Orchestra   |
| Guitars Two                                          | 2008                 | 09-02-2008        | 42              | 5            |                                            |
| Concert In Capbreton                                 | 2010                 | 01-05-2010        | 58              | 2            |                                            |
| Plays Cole Porter                                    | 2011                 | 21-05-2011        | 66              | 1            |                                            |
| Côté jardin                                          | 2012                 | 10-11-2012        | 97              | 1            |                                            |
| New Folks                                            | 2014                 | 15-02-2014        | 60              | 10           | met Martin Wind                            |
| The String Project - Live In Brussels                | 2015                 | 24-10-2015        | 137             | 2            | met Orchestre Royal de Chambre de Wallonie |
| Selected Works 1974-1982                             | 2017                 | 02-12-2017        | 134             | 2            | verzameling                                |